# حفار الزمن

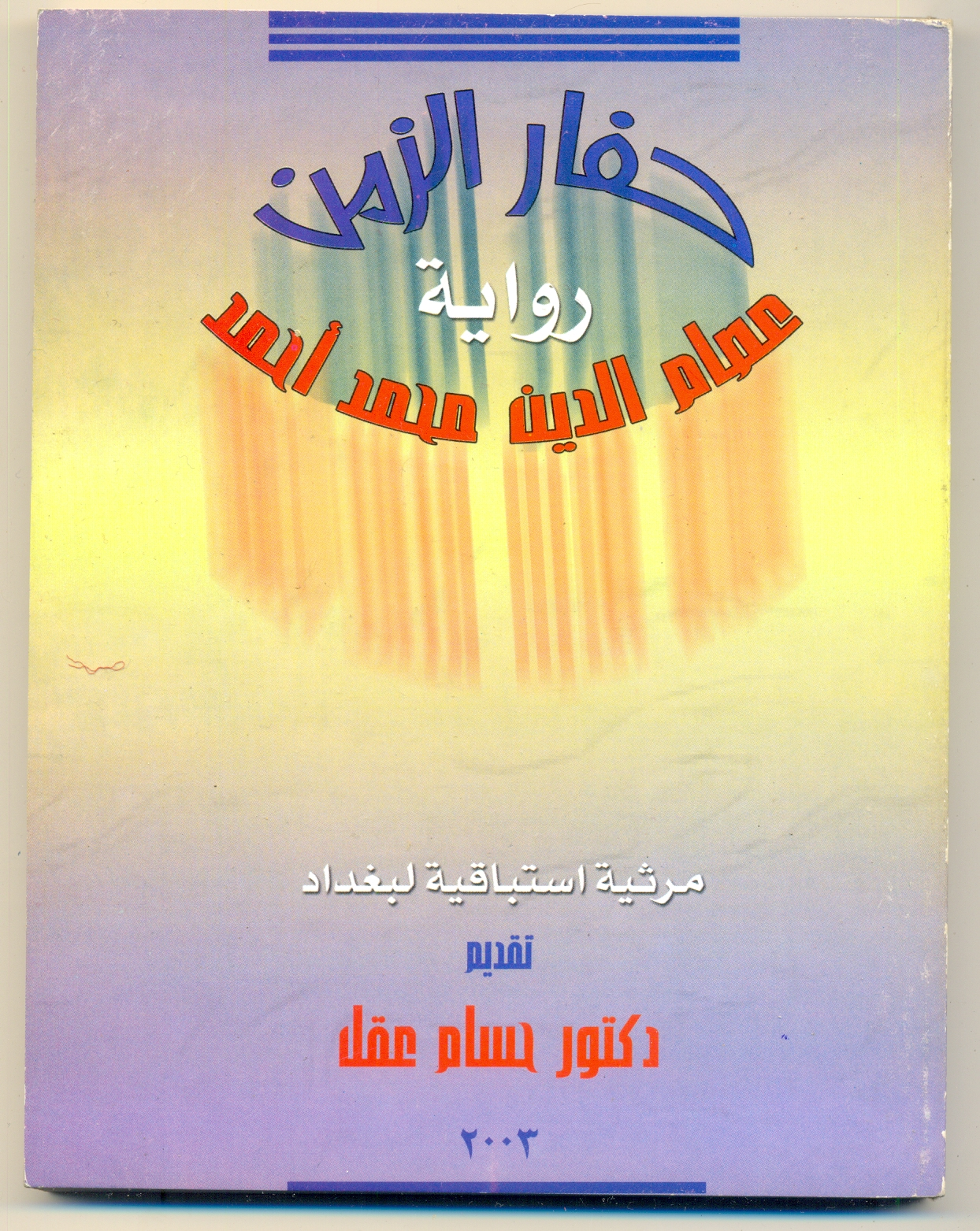
غلاف رواية حفار الزمن لعصام الدين محمد أحمد

أحداث هذه الرواية ما بين عامس 198 و1986. كتبت الرواية عام 1996 ونشرت عام 2003 ، قدم للرواية الدكتور حسام عقل بدراسة نقدية من ص 5 إلى ص 15،تناول فيها نبذة عن حياة الراوية القصصية.
الكاتب يكتب القصة القصيرة وينشر المئات منها على صفحات الدوريات المصرية والعربية، كما أوضح مواطن القوة والضعف في النص. الرواية تحكى عن عصام الذي سافر إلى العراق بحثا عن الرزق كأقرانه كما تعرض للمهانة كما في وطنه.
الأهداء إلى الإنسان:أتذكرك دوما في ابتهالاتى....حينما يهجع المساء طيفك لا يغادرنى، يتغلغل في خلاياي، أقترب منك أكثر، لفحات أنفاسك تأججنى، تركل الهدوء، تفتك بى، تبحث عن الجواب في جراب الحكاية، وهاأنا معك ومعها أغوص في يم الحروف.
هذا الأهداء يعكس البعد النفسى والعاطفى للرواية.